# Médard Lusadusu Basilwa
 (février 2014).
Médard Mathieu Lusadusu Basilwa (né le 5 mars 1958 à Kibunzi, à l'époque au Congo belge, aujourd'hui en RDC) est un entraîneur professionnel de football congolais.
Il compte à son actif cinq participations à la Coupe d'Afrique des nations comme cadre technique de la sélection nationale du Congo Kinshasa : 1992, 1994, 1996, 1998, 2000, 2002 (éliminatoires). Vice-champion de la Coupe d'Afrique des vainqueurs de coupe en 1996 avec l'AC Sodigraf, Médard Lusadusu a été également secrétaire générale honoraire du Comité olympique congolais de 1998 à 1999 et président de l'Union des Éducateurs Sportifs du Congo (UESCO).
Mais il est surtout connu pour avoir dirigé la sélection de la RD Congo à différentes reprises entre 1996 et 2001.

## Biographie
Natif de la province du Bas-Congo, Basilwa est tout d'abord professeur d'éducation physique diplômé à l'Institut Pédagogique National du Zaïre, avant d'être titulaire d’une licence A d’entraîneur obtenue en Allemagne.
La carrière d’entraîneur de Médard Lusadusu Basilwa débute au DC Motema Pembe en qualité de préparateur physique. Il prend ensuite les commandes de l'équipe A et grâce à d'excellents résultats, il commence à faire parler de lui. En 1990, il est nommé pour la première fois entraîneur national des « Léopards du Zaïre » afin de seconder le sélectionneur Pierre Kalala Mukendi.
Placé ensuite à la tête de l'AC Sodigraf, le Coach Lus réalise en 1996 un véritable exploit en disputant la finale de la Coupe africaine des vainqueurs de coupe, ce qui lui vaudra l'honneur de seconder lors de la Coupe d’Afrique des Nations de la même année, le sélectionneur allemand d'origine turque Muhsin Ertuğral. Mais c'est en 1998 que Lusadusu, alors DTN adjoint du « Prof » Louis Watunda atteint la consécration en arrachant la troisième place de la 21e CAN lors de la mémorable rencontre face au Burkina Faso. En 2000, après le limogeage de Watunda, Médard Lusadusu Basilwa se retrouve alors à la tête de la sélection qu'il sera à son tour obligé de quitter à 48h du début de la Coupe d’Afrique des nations suivante : Mali 2002.
Il s'envole alors pour le Gabon où il prend la tête du club de l'AS Mangasport en tant qu'entraîneur principal où il effectuera l’essentiel de sa carrière avant de revenir en 2012 à l’AS Vita Club de Kinshasa avec il termine Vice champion de la Ligue Nationale de Football (LINAFOOT). En 2013, Médard Lusadusu quitte Vita Club pour le Daring Club Motema Pembé. À la suite de nombreux conflits au sein du comité de coordination du club, il préfère quitter le DCMP au terme de la phase régulière pour rejoindre Sanga Balende un club de Mbuji-Mayi, qualifié pour les play-offs du championnat national. Grâce à 4 victoires en 6 journées de play-offs dont une victoire contre Don Bosco, Mazembe et V Club, Médard Lusadusu et Sanga Balende décroche une qualification à la Ligue des Champions de la CAF 2015 qu'ils sont actuellement en train de préparer à Mbuji-Mayi.
En 2014, en marge de son parcours en club, Médard Lusadusu a été nommé sélectionneur de l'équipe nationale des moins de 23 ans avec comme principale mission de préparer et conduire cette sélection à la prochaine CAN U23 qui se jouera en décembre 2015 en République Démocratique du Congo.

## Palmarès
| AC Sodigraf - Coupe d'Afrique des vainqueurs de coupe : - Finaliste : 1996. |  | AS Mangasport - Championnat du Gabon (4) : - Champion : 2004, 2005, 2006 et 2007-08. - Coupe du Gabon (2) : - Vainqueur : 2005 et 2007. - Finaliste : 2004 et 2008. - Supercoupe du Gabon (2) : - Vainqueur : 2006 et 2008. - Finaliste : 2007. |  | AS Vita Club - Championnat de République démocratique du Congo : - Vice-champion : 2012. |